# Ковалёв, Юрий Владимирович (советский футболист)
Ю́рий Влади́мирович Ковалёв (укр. Юрій Володимирович Ковальов; 1 июля 1954, Казань, Татарская АССР, РСФСР, СССР) — советский и украинский футболист, полузащитник, мастер спорта СССР. В Высшей лиге играл за «Динамо» (Киев), «Зарю», «Днепр» и «Торпедо» (Москва). Также выступал в командах «Металлург» (Запорожье), «Звезда» (Кировоград), СКА (Киев) и «Десна». Был капитаном молодёжной сборной СССР. Чемпион Европы среди молодёжных команд 1976 года.

## Клубная карьера
Воспитанник ДЮСШ «Трудовые резервы» (Казань) и киевского спортинтерната. В 1972 году стал игроком дублирующего состава «Динамо» (Киев). В сезоне 1974 года сыграл 7 матчей за основной состав, стал обладателем Кубка СССР. В 1975 году играл в «Заре» (Ворошиловград). В составе команды стал финалистом Кубка СССР и получил звание мастера спорта. В следующем году вернулся в «Динамо», где играл на протяжении 3 сезонов. В 1976 году принял участие в матче 1/16 финала Кубка чемпионов с белградским «Партизаном» (3:0).
В 1978 году перешёл в «Днепр» (Днепропетровск), за который сыграл 24 матча в Высшей лиге и 32 — в Первой лиге. В 1979—1980 годах был игроком московского «Торпедо». В 1981 году перешёл в команду Первой лиги «Металлург» (Запорожье).
С 1982 по 1988 год выступал в командах Второй лиги «Звезда» (Кировоград), СКА (Киев) и «Десна» (Чернигов). В «Десне» был капитаном команды. В сезоне 1994/95 сыграл 1 матч в Третьей лиге Украины за клуб «Система-Борекс» (Бородянка).

## Карьера в сборной
Играл за молодёжную сборную СССР, где был капитаном. В составе сборной в 1976 году стал чемпионом Европы среди молодёжных команд.

## Карьера тренера
В 1989 году работал в тренерском штабе «Десны». Впоследствии занимал должности тренера и администратора в Детско-юношеской футбольной школе «Динамо» (Киев).

## Стиль игры
Играл на левом фланге. Отличался высокой работоспособностью, неплохой скоростью и хорошим ударом с левой ноги.

## Достижения
- Чемпион Европы среди молодёжных команд: 1976
- Серебряный призёр чемпионата СССР: 1976 (осень)[1]
- Обладатель Кубка СССР: 1974
- Финалист Кубка СССР: 1975
- Победитель первенства СССР среди дублёров: 1972, 1974, 1976 (осень), 1977.